# Hilda Bernstein
Hilda Bernstein née Schwarz (15 mai 1915 - 8 septembre 2006) est une auteure, conférencière sud-africaine d'origine britannique et militante anti-apartheid et des droits des femmes.

## Biographie

### Enfance
Hilda naît à Londres en Angleterre, le 15 mai 1915 de Siméon et Dora Schwarz, deux immigrants juifs russes. En 1925, alors qu'elle a 10 ans, son père, bolchevik et ancien attaché commercial russe en Grande-Bretagne, est rappelé en Union soviétique. Après la mort de son père, elle quitte l'école avant d'émigrer en Afrique du Sud à 18 ans pour travailler dans le journalisme.

### Activisme
En réaction à la montée du fascisme en Europe, elle s'engage au sein du Parti travailliste. Elle quitte ensuite le parti, pour rejoindre le Parti communiste sud-africain, seul parti sud-africain sans ségrégation raciale. Elle fait preuve de ses talents d'oratrice et d'organisatrice au sein du comité du district et du comité exécutif national du parti.
Grâce à ses activités politiques, elle rencontre Rusty Bernstein, qu'elle épouse en mars 1941. En 1943, elle est élue au conseil municipal de Johannesburg par un électorat alors entièrement blanc, devenant ainsi la seule membre du Parti communiste à y parvenir. Elle utilise cette position pendant trois ans comme tribune pour dénoncer les injustices du racisme.
Dans les années 1950, elle se concentre davantage sur l'organisation des femmes. Elle est membre fondatrice de la Fédération multiraciale des femmes sud-africaines en 1956 et l'une des organisatrices de la Marche des femmes vers Pretoria. Ses écrits paraissent dans des périodiques en Afrique du Sud et dans d'autres pays d'Afrique et d'Europe.
En 1953, le gouvernement lui interdit d'adhérer à une liste d'organisations et, en 1958, il étend cette interdiction à l'interdiction d'écrire et de publier. En 1960, elle est arrêtée pendant l'état d'urgence décrété après le massacre de Sharpeville.
Hilda Bernstein s'enfuit avec son mari de leur domicile alors que la police s'apprête à l'arrêter. En exil, les Bernstein finissent par s'installer en Grande-Bretagne, où ils continuent à soutenir le Congrès national africain. Hilda consacre également ses talents de communication écrite et orale au mouvement anti-apartheid et au mouvement pacifiste britannique.
Elle écrit plusieurs livres, dont The World That Was Ours (1967), qui parle de leur fuite d'Afrique du Sud. Son roman de 1983, Death is Part of the Process, est adapté au cinéma par la BBC,.
Après l'abolition des dernières lois d'apartheid en 1991, Rusty et Hilda Bernstein retournent en Afrique du Sud pour participer aux élections générales sud-africaines de 1994. Ces élections sont les premières élections au suffrage universel sans distinctions raciales. Ils voient leur collègue membre de l'ANC, Nelson Mandela être élu président de la République.

## Distinctions
En 1998, Rusty et Hilda reçoivent tous deux des doctorats honorifiques de l'Université du Natal pour leur rôle dans l'instauration de la démocratie en Afrique du Sud. Rusty meurt à leur domicile en 2002.
En 2004, Hilda reçoit le prix Luthuli Silver pour sa contribution à l'égalité des sexes et à une société libre et démocratique en Afrique du Sud.
Elle meurt le 8 septembre 2006 d'une insuffisance cardiaque à l'âge de 91 ans à son domicile du Cap en Afrique du Sud laissant quatre enfants : Toni, Patrick, Frances et Keith Bernstein,.
En mars 2011, la Gambie émet un timbre-poste en son honneur, la désignant comme l'un des héros légendaires de l'Afrique.

## Publications
- (en) South Africa - the terrorism of torture, Christian Action Publications, coll. « International Defence and Aid Fund pamphlet », 1972 (ISBN 978-0-901500-15-1)
- (en) No. 46- Steve Biko, International Defence and Aid Fund, 1978 (ISBN 978-0-904759-21-1)
- (en) For their triumphs & for their tears: women in apartheid South Africa, International Defence and Aid Fund for Southern Africa, 1985 (ISBN 978-0-904759-58-7)
- (en) The rift: the exile experience of South Africa, Cape, 1994 (ISBN 978-0-224-03546-0)
- (en) A life of one's own, Jacana, 2002 (ISBN 978-1-919931-08-1)
- (en) The World That Was Ours, Persephone Books Ltd, 22 juin 2004, 416 p. (ISBN 978-1903155400)

## Note et Références
- (en) Cet article est partiellement ou en totalité issu de l’article de Wikipédia en anglais intitulé « Hilda Bernstein » (voir la liste des auteurs).

1. ↑  (en) « Hilda Bernstein » , sur www.sahistory.org.za, 17 février 2011 (consulté le 9 novembre 2024)
2. ↑  Denis Herbstein, « Hilda Bernstein | Activist and author, she fought against apartheid in South Africa and in exile », The Guardian,‎ 18 septembre 2006 (lire en ligne)
3. ↑  (en-GB) « Obituary: Hilda Bernstein », news.bbc.co.uk,‎ 12 septembre 2006 (lire en ligne , consulté le 29 juillet 2025)
4. ↑  « Federation of South African Women (FEDSAW) | South African History Online », Sahistory.org.za (consulté le 18 août 2012)
5. ↑  « The 1956 Women's March, Pretoria, 9 August | South African History Online », Sahistory.org.za, 4 janvier 1953 (consulté le 18 août 2012)
6. ↑  (en) May 15, 1915- September 8, 2006, « Hilda Bernstein » , sur www.thetimes.com, 30 septembre 2006 (consulté le 29 juillet 2025)
7. 1 2  (en) Hugh Macmillan, « Hilda Bernstein » , sur The Independent, 19 septembre 2006 (consulté le 29 juillet 2025)
8. ↑  « Death Is Part of the Process | TV Movie », IMDb
9. ↑  « Death Is Part of the Process Episode 1 (1986) » [archive du 6 mai 2019], British Film Institute (consulté le 4 avril 2022)
10. 1 2  (en-GB) CELEAN JACOBSON, « Hilda Bernstein, anti-apartheid activist » , sur The Namibian, 3 octobre 2006 (consulté le 29 juillet 2025)
11. ↑  (en) The Associated Press, « Hilda Bernstein, anti-apartheid activist, dies » , sur NBC News, 13 septembre 2006 (consulté le 29 juillet 2025)
12. ↑  (en) « Hilda Bernstein, 91, Author and Anti-Apartheid Activist, Dies », New York Times,‎ 13 septembre 2006 (lire en ligne, consulté le 29 juillet 2025)
13. ↑  (en-US) Jonah Lowenfeld, « African stamps honor Jews who fought apartheid » , sur Jewish Journal, 13 avril 2011 (consulté le 29 juillet 2025)